# Ostrówek (powiat hrubieszowski)
Ostrówek – wieś w Polsce położona w województwie lubelskim, w powiecie hrubieszowskim, w gminie Trzeszczany.
| SIMC    | Nazwa   | Rodzaj    |
| ------- | ------- | --------- |
| 0902949 | Kolonia | część wsi |

W latach 1975–1998 miejscowość należała administracyjnie do województwa zamojskiego. 
Wieś stanowi sołectwo gminy Trzeszczany. Według Narodowego Spisu Powszechnego (III 2011 r.) liczyła 219 mieszkańców i była siódmą co do wielkości miejscowością gminy.
Wierni Kościoła rzymskokatolickiego należą do parafii Wniebowzięcia Najświętszej Maryi Panny w Gdeszynie.